# Otoglossum sancti-pauli
Otoglossum sancti-pauli là một loài thực vật có hoa trong họ Lan. Loài này được (Kraenzl.) N.H.Williams & M.W.Chase mô tả khoa học đầu tiên năm 2001.